# Boomhut

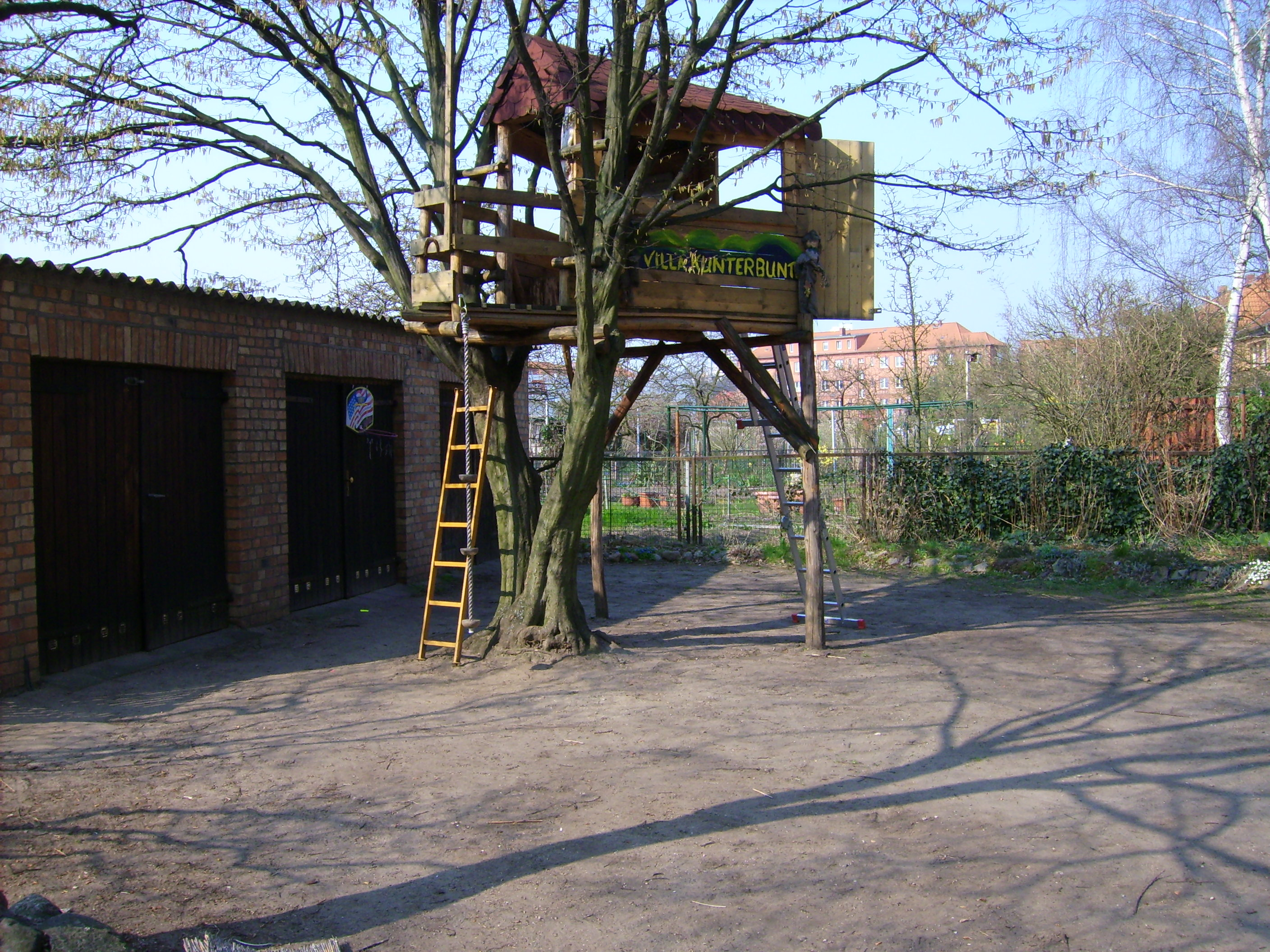
Boomhut

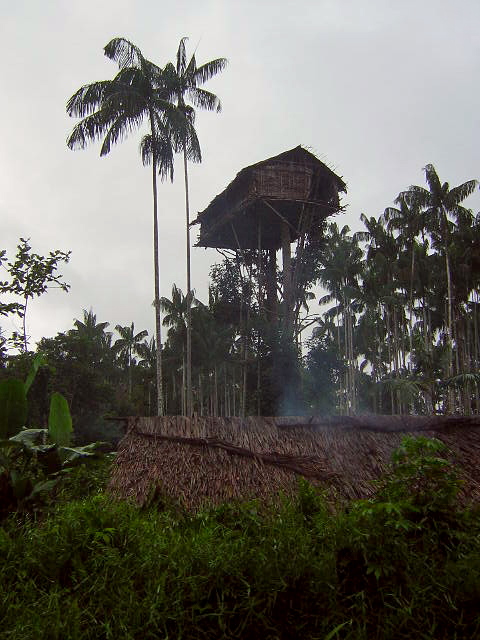
Boomhuis van de Korowai in het zuidoosten van Papoea, Indonesië

Een boomhut is over het algemeen de benaming voor een speelhut op enige afstand boven de grond gebouwd, meestal in een boom, of tussen
enkele naast elkaar staande bomen.

## Hutten voor bewoning
Wanneer er sprake is van een werkelijke woning wordt gesproken van een boomwoning of boomhuis. Ze komen bijvoorbeeld voor in de tropische bossen en kunnen ook gebruikt worden om voedsel te bewaren buiten het bereik van dieren op de grond. Deze huizen zijn de enige oplossing voor het bouwen van leefbare onderkomens in sommige bosgebieden. Het wild en het klimaat op grondniveau zijn in delen van dichte bossen niet leefbaar voor mensen.
Een van de bekendste boomhutten is het Treetops Hotel (geopend in 1932 en herbouwd in 1944) in het nationaal park Aberdare in Kenia, waar gasten van heel dichtbij in relatieve veiligheid het wild kunnen bekijken vanaf de top van het hotel.

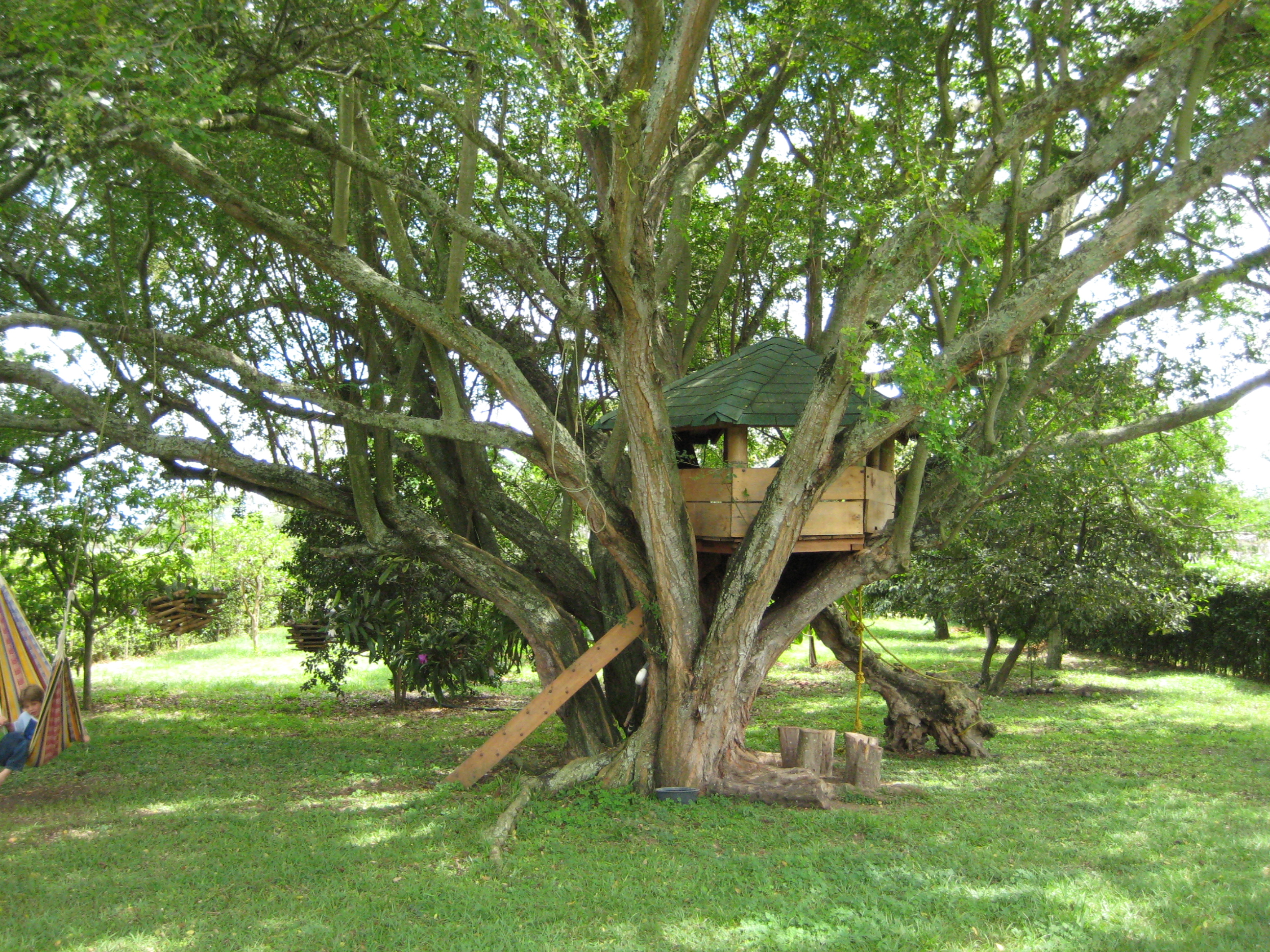
Boomhut in Colombia
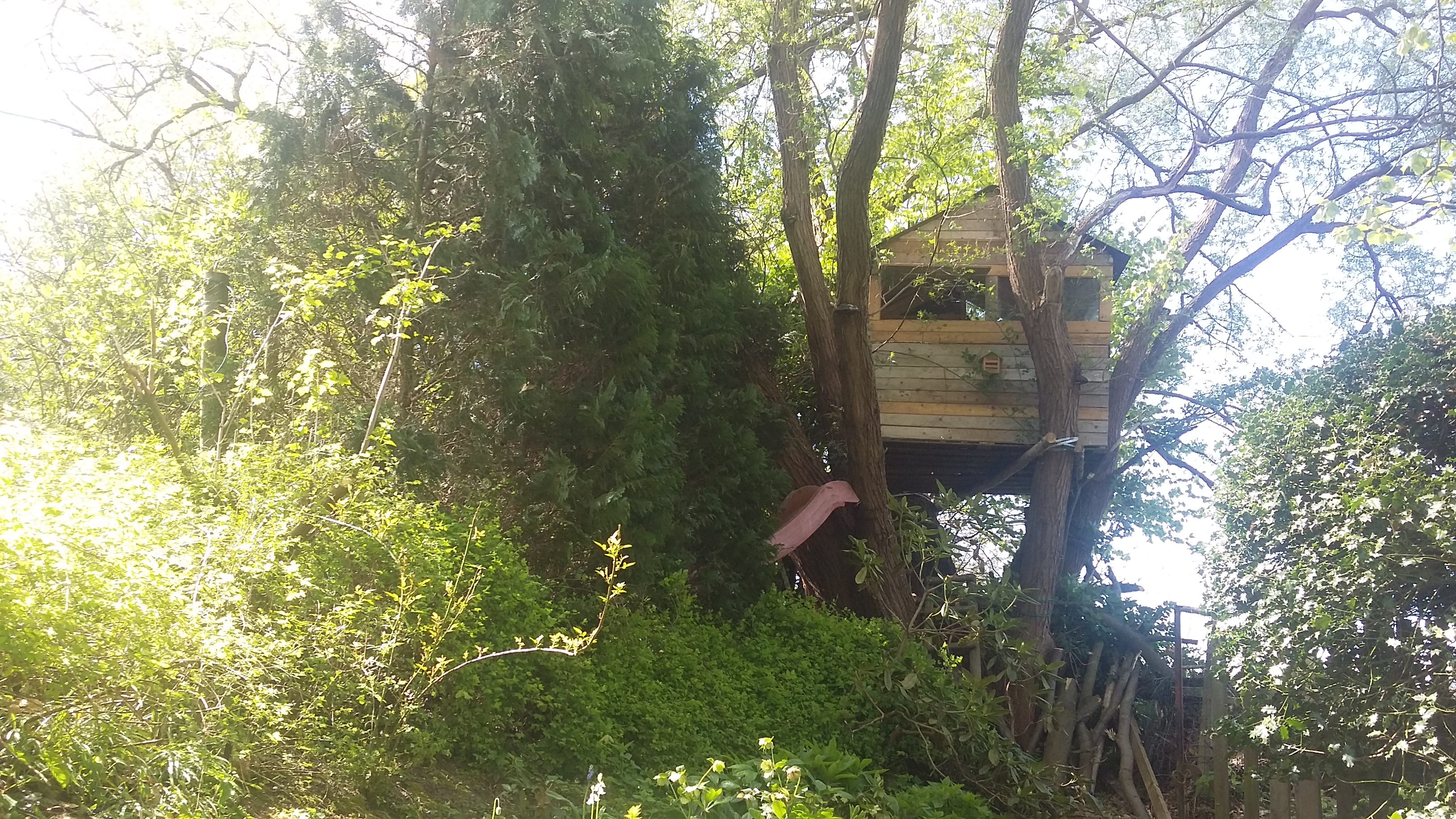
Boomhut opgetrokken uit gerecupereerde planken vloer, Néthen, België

De grootste boomhut ter wereld is waarschijnlijk de Horace Burgess's Treehouse.